# Islands ambassadører i DDR
Islands første ambassadør i DDR var Oddur Guðjónsson i 1973. Islands sidste ambassadør i DDR var Hjálmar W. Hannesson. Ved Murens fald i 1990 overgik opgaven til Islands ambassadør i det samlede Tyskland.

## Liste over ambassadører
| # | Navn                   | Tid               | Slut på mission   |
| - | ---------------------- | ----------------- | ----------------- |
| 1 | Oddur Guðjónsson       | 18. december 1973 | 20. november 1974 |
| 2 | Hannes Jónsson         | 20. november 1974 | 23. oktober 1980  |
| 3 | Haraldur Kröyer        | 23. oktober 1980  | 29. april 1985    |
| 4 | Páll Ásgeir Tryggvason | 29. april 1985    | 4. marts 1988     |
| 5 | Tómas Á. Tómasson      | 4. marts 1988     | 23. august 1990   |
| 6 | Hjálmar W. Hannesson   | 23. august 1990   | 3. oktober 1990   |